# Marvel’s Spider-Man 2
Marvel’s Spider-Man 2 ist ein Action-Adventure von dem US-amerikanischen Entwicklerstudio Insomniac Games und Publisher Sony Interactive Entertainment. Das Spiel wurde zuerst am 20. Oktober 2023 exklusiv für die PlayStation 5 veröffentlicht. Eine Portierung für PC erschien am 30. Januar 2025.
Es handelt sich nach Marvel’s Spider-Man von 2018 und dem Spin-off Marvel’s Spider-Man: Miles Morales von 2020 um das dritte von Insomniac Games entwickelte Spider-Man-Spiel und setzt die Handlung der beiden Vorgänger mit neuen Gegnern, einer erweiterten Spielwelt und zwei spielbaren Protagonisten fort.
Marvel's Spider-Man 2 erhielt von der Presse allgemein herausragende Kritiken und wurde von vielen als das  „beste Superhelden-Spiel aller Zeiten“ bezeichnet. Gelobt wurden vor allem die Charaktere, die Spielwelt und die allgemeine Spielbarkeit, während mehrere Kritiker insbesondere die sich zu oft wiederholenden Nebenaufgaben und chaotische sowie unübersichtliche Bosskämpfe bemängelten.

## Handlung
Die Handlung von Marvel’s Spider-Man 2 schließt an die beiden Vorgänger an und spielt 9 Monate nach den Geschehnissen aus Miles Morales. Schauplatz ist erneut eine von Marvel erschaffene fiktive Version der Stadt New York City.

## Spielprinzip
Marvel's Spider-Man 2 ist ein Action-Adventure, das wie bereits die vorherigen Spiele der Reihe aus der Third-Person-Perspektive gespielt wird. 
Im Gegensatz zum ersten Teil bzw. zum Spin-off Marvel’s Spider-Man: Miles Morales gibt es in Marvel's Spider-Man 2 zwei Protagonisten. Der Spieler steuert sowohl Peter Parker als auch Miles Morales abwechselnd durch die Spielwelt und Handlung. Spieler können jedoch bestimmte Missionen nur als Peter Parker bzw. als Miles Morales starten und abschließen, während in verschiedenen Hauptmissionen zwischen den beiden Protagonisten hin und her geschaltet werden muss. Sowohl Peter als auch Miles erhalten in der Hauptgeschichte, aber auch in bestimmten Nebenmissionen Aufgaben, die sich speziell auf ihre individuellen Eigenschaften und Fähigkeiten fokussieren. 
Im Spiel können verschiedene neue Fähigkeiten erworben werden. Zudem kann man durch das Abschließen von bestimmten Aufgaben wieder neue Spider-Man-Anzüge sammeln. Die neuen Anzüge von Peter und Miles sind mit Webwings ausgestattet, die es ihnen im Einsatz ermöglichen, durch die Stadt zu gleiten, wobei ihre Geschwindigkeit und zurückgelegte Distanz zunimmt, wenn sie Bereiche wie Windkanäle nutzen.
Das Gadget-Rad jedes Spider-Mans wurde außerdem mit zusätzlichen ausrüstbaren Mods für seine Web-Shooter aufgerüstet, z. B. der Möglichkeit, eine Netzlinie über Säulen zu werfen, um bei Schleich-Sequenzen über Feinden zusätzlichen Halt zu schaffen, und dem Web-Grabber, der es ermöglicht, auf zwei Feinde gleichzeitig zu schießen und sie so an einem einzigen Ort hinzuziehen. 
Zusätzlich zu Peter Parkers normalen Fähigkeiten wird er auch spielbar sein, wenn er mit dem Venom-Symbionten verbunden ist, was ihm Ranken verleiht, die er im Kampf verwenden kann und ihn darüber hinaus mit einzigartigen webbasierten Fähigkeiten ausstattet.
Beide Spider-Man verfügen über individuelle Fähigkeitsbäume mit zusätzlichen freischaltbaren Fähigkeiten, die beide aufgewertet werden können, sobald sie entsprechend ihrer Erfahrungsstufe genügend Fähigkeitspunkte gesammelt haben. Diese einzigartigen Fähigkeiten können jedoch nur als Peter Parker bzw. als Miles Morales ausgeführt werden. Des Weiteren verfügen sowohl Peter Parker als auch Miles Morales über einen dritten Fähigkeitsbaum, der den gemeinsamen Fähigkeiten der beiden gewidmet ist.

## Entwicklung und Veröffentlichung
Die Produktionskosten betrugen etwa 300 Millionen US-Dollar.
Marvel's Spider-Man 2 wurde erstmals am 9. September 2021 mit einem Ankündigungstrailer vorgestellt. Zudem wurden mit Kraven und Venom die ersten Gegner des Spiels präsentiert. Der Release wurde für 2023 angesetzt. Eine Veröffentlichung vor 2023 wurde ausgeschlossen, da das Spiel einen „riesigen Umfang“ besäße. Im Dezember 2022 wurde das Releasefenster auf Herbst 2023 eingegrenzt.
Im Juni 2023 wurden in einem Gameplay-Trailer weitere Details des Spiels enthüllt, so könne der Spieler frei zwischen Peter Parker und Miles Morales hin und her wechseln. Einem ähnlichen System wie in Grand Theft Auto V. Auch wurde mit Dr. Curt Connors / Die Echse ein weiterer Charakter und Gegner enthüllt. Zudem werden Harry und Norman Osborn noch größere Rollen in der Handlung spielen. Die Spielwelt aus dem Vorgänger werde noch einmal verdoppelt, die Stadtteile Queens und Brooklyn seien nun neben Manhattan begehbar.
Marvel's Spider-Man 2 erschien am 20. Oktober 2023 exklusiv für die PlayStation 5. Neben der Standard-Edition für 80 Euro gibt es eine Deluxe-Edition für 90 Euro zu Kaufen, die zehn einzigartige Anzüge und zusätzliche Rahmen und Sticker für den Fotomodus sowie zwei zusätzliche Fertigkeitenpunkte beinhaltet. Zu Marvel's Spider-Man 2 wird auch eine 250 Euro teure Collector’s Edition erhältlich sein, die unter anderem eine Venom-Statue bietet.

### Besetzung und Synchronisation
Der Protagonist Peter Parker wurde wieder von Yuri Lowenthal gespielt und gesprochen. Nadji Jeter übernahm erneut die Vertonung von Miles Morales. Laura Bailey ist erneut als Mary Jane „MJ“ Watson zu hören und Mark Rolston nahm erneut seine Rolle als Bürgermeister Norman Osborn auf. Tony Todd spricht und spielt den Antagonisten Venom.
Für die deutsche Vertonung übernahm erneut Felix Mayer die Synchronisation Peter Parkers. Miles Morales wird wieder von Lars Falinski gesprochen. Peters bester Freund, Harry Osborn, wird von Nils Kreutinger (ZDF Stationvoice) gesprochen, Venom erhält seine Stimme von Marios Gavrilis. Einen Wechsel gab es bei der Rolle der Mary Jane „MJ“ Watson: Wurde sie im ersten Teil noch von Johanna Dost gesprochen, übernimmt in diesem Teil Rieke Werner die Rolle. Zudem übernahmen Dirk Hardegen und Michael-Che Koch erneut ihre Rollen aus dem Vorgängerspiel.
Die Lokalisierung entstand erneut bei der 4-Real Intermedia GmbH in Offenbach.
| Rolle                       | Englischer Sprecher | Deutscher Sprecher   |
| --------------------------- | ------------------- | -------------------- |
| Peter Parker / Spider-Man   | Yuri Lowenthal      | Felix Mayer          |
| Miles Morales / Spider-Man  | Nadji Jeter         | Lars Falinski        |
| Mary Jane „MJ“ Watson       | Laura Bailey        | Rieke Werner         |
| Harry Osborn                | Graham Phillips     | Nils Kreutinger      |
| Bürgermeister Norman Osborn | Mark Rolston        | Kai-Henrik Möller    |
| J. Jonah Jameson            | Darin De Paul       | Hanns-Jörg Krumpholz |
| Venom                       | Tony Todd           | Marios Gavrilis      |
| Martin Li / Mister Negative | Stephen Oyoung      | Florian Hoffmann     |
| Flint Marko / Sandman       | Leandro Cano        | Peter Sura           |
| Cletus Kasady / Carnage     | Chad Doreck         | Jean-Paul Baeck      |
| Mac Gargan / Scorpion       | Jason Spisak        | Michael-Che Koch     |
| Jefferson Davis             | Russell Richardson  | Michael-Che Koch     |
| Lonnie Lincoln / Tombstone  | Corey Jones         | Tobias Brecklinghaus |
| Felicia Hardy / Black Cat   | Erica Lindbeck      | Lara Trautmann       |
| Dr. Otto Octavius / Doc Ock | William Salyers     | Dirk Hardegen        |

## Rezeption
Die Wertungen für Marvel’s Spider-Man 2 fielen in der Presse durchweg positiv aus. OpenCritic aggregierte aus 111 Bewertungen einen Gesamtwert von 91 aus 100. Auf Metacritic hält das Spiel, basierend auf 130 Bewertungen, ebenfalls eine Wertung von 91.
Die GameStar erklärte, dass Insomniac es beherrsche, zwischen dem Bombast auch ruhige Momente stimmungsvoll umzusetzen, und das Studio verstehe, welche Charaktere sie hier zum Leben erwecken. Marvel’s Spider-Man 2 mixe einen prickelnden „Story-Cocktail“ mit Gänsehaut-Garantie und Dramatik im Abgang. Die Kampagne würfle die besten Elemente des Spiels in jeder Mission auf kreative und unterhaltsame Art und Weise zusammen und bleibe dabei auch immer abwechslungsreich. Marvel’s Spider-Man 2 erwecke dank lebensechter Gesichter, authentischen Animationen und filmreifer Kameraführung die Spielwelt zum Leben und sorge für Stimmung. Allerdings strecken die Entwickler die Spielzeit mit einer „Handvoll sich wiederholender Aufgaben“, die zu oft wiederholt werden. Trotzdem wisse das Spiel erneut, „mit einer herzlichen Geschichte“ und vor allem „knackigem Gameplay“ derartige Schwächen komplett zu überblenden.

„Dieses Abenteuer hat mich jedenfalls emotional wesentlich mehr gepackt als alles, was Marvel sonst so seit Avengers: Endgame auf die Bildschirme und Leinwände gebracht hat.“

Die GamePro urteilte, dass an einem der größten Kritikpunkte des ersten Teils, die zu wenig spielerische Abwechslung geschraubt wurde. Sowohl die Hauptstory als auch die Nebenquests stecken „voller frischer Gameplay-Ideen“ und sorgen damit für Unterhaltung pur. Marvel’s Spider-Man 2 liefere spektakulär inszenierte Action-Momente am laufenden Band, streue dazwischen aber immer wieder ruhigere Szenen ein, in denen die Protagonisten näher beleuchtet werden, sodass einem die Charaktere am Ende „richtig ans Herz wachsen“.

„Wenn ein Spiel in diesem Jahr den Titel „Action-Blockbuster der Extraklasse“ verdient hat, dann ist es definitiv Marvel’s Spider-Man 2.“

Computer Bild führte aus, dass das Spiel mit Liebe zur Vorlage glänze und dazu auch mit viel Abwechslung in der offenen Spielwelt von Manhattan aufwarte. Das Action-Adventure punkte mit seinen „großartigen Charakteren“, einem „hohen Wiedererkennungswert“ und „starker Spielbarkeit“. Jedoch ziehen sich die präsentierten Gefechte gelegentlich „arg in die Länge“ und auch die Übersicht „gehe immer wieder verloren“. Die Kämpfe seien bisweilen „hektisch und chaotisch“.

„„Marvel's Spider-Man 2“ ist der vorläufige Höhepunkt in der Superhelden-Serie von Insomniac Games: Technisch top, spielerisch actionreich und ungemein sympathisch.“